# Cabo de las Agujas
El cabo de las Agujas, en afrikáans: Kaap Agulhas; en inglés: Cape Agulhas y en portugués: Cabo das Agulhas, es un cabo situado en Sudáfrica, el punto más meridional de África (34°50′00″S 20°00′09.15″E / -34.83333, 20.0025417). Comúnmente el acervo popular atribuye, erróneamente, esta cualidad al cabo de Buena Esperanza (34°21′29″S 18°28′19″E / -34.35806, 18.47194), pero este último se encuentra a una distancia de, aproximadamente, 150 km más al norte respecto del cabo de las Agujas.
Esta singularidad meridional lo convierte en el punto de intersección entre los océanos Índico y Atlántico. 
Los pueblos de L'Agulhas y Struisbaai se ubican cerca del cabo.

## Historia
Fue avistado por primera vez por el navegante portugués Bartolomé Díaz en los viajes que realizó para descubrir una ruta hacia el océano Índico (1487-1488). Fue bautizado de las Agujas al descubrirse que en ese punto la declinación magnética era nula y por tanto las agujas de las brújulas apuntaban exactamente al norte geográfico.

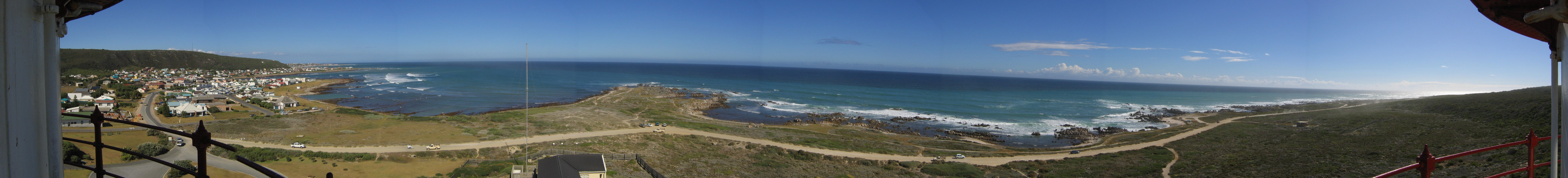
Paisaje visto desde el Faro de Cabo de las Agujas.